# Foster Center (Rhode Island)
Foster Center es un lugar designado por el censo ubicado en el condado de Providence en el estado estadounidense de Rhode Island. En el año 2010 tenía una población de 355 habitantes.

## Geografía
Foster Center se encuentra ubicado en las coordenadas 41°47′23.68″N 71°43′43.75″O / 41.7899111, -71.7288194.